# Bătălia de la Varșovia din 1920
Bătălia de la Varșovia (uneori numită și Miracolul de pe Vistula, în limba poloneză Cud nad Wisłą), a fost bătălia finală a războiului polono-sovietic, conflict care a început la scurtă vreme după încheierea primului război mondial (1918) și a fost încheiat prin Tratatul de pace de la Riga din 1921.
Bătălia de la Varșovia a început pe 12 august și s-a încheiat pe 25 august 1920. Forțele Armatei Roșii comandate de Mihail Tuhacevski s-au îndreptat către capitala Poloniei, Varșovia, și către fortăreața Modlin aflată în vecinătate. Pe 16 august, forțele poloneze conduse de Józef Piłsudski au contraatacat dinspre sud, forțând trupele rusești să se retragă în dezordine către est, traversând râul Niemen. S-a estimat că bolșevicii au pierdut 10.000 de soldați uciși, 500 dispăruți și 10.000 de răniți, 66.000 fiind luați prizonieri. Prin comparație, polonezii au pierdut 4.500 de soldați morți, 10.000 dispăruți și 22.000 răniți.
Înainte ca Miracolul de pe Vistula să se petreacă, atât bolșevicii cât și majoritatea experților străini considerau Polonia practic înfrântă. Victoria neașteptată și uluitoare în Bătălia de la Varșovia a distrus forțele bolșevice. În lunile care au urmat, o serie de noi victorii poloneze au asigurat independența țării și i-au securizat frontierele.

## Bătălia

### Preludiul bătăliei
Polonezii luptau să-și apere independența proaspăt câștigată, pe care o pierduseră în 1795 după dezmembrarea țării de către vecinii mai puternici: Imperiul Rus, Prusia și Imperiul Habsburgic. S-a încercat și formarea unei noi țări, Federația Międzymorze, pe ruinele fostelor imperii.
Bolșevicii reușiseră să obțină victorii importante în 1919 în războiul civil rus, dând lovituri mortale inamicilor din Armata Albă. Lenin a considerat că Polonia este un pod pe care ideile comuniste trebuie să-l  traverseze pentru a ajunge în Europa Centrală și mai departe, în Europa Occidentală. Războiul polono-sovietic părea mijlocul cel mai potrivit să fie testată puterea bolșevicilor. Discursurile revoluționare afirmau că bolșevismul trebuia purtat pe baionetele soldaților sovietici către Europa Occidentală, cea mai scurtă cale către Berlin și Paris fiind cea care trecea prin Varșovia. După retragerile inițiale în fața Poloniei din 1919, ofensiva bolșevică, care a început în primele luni ale anului 1920, a fost un succes copleșitor și, pe la mijlocul anului, toată lumea se aștepta ca în orice clipă Polonia să se predea. Strategia sovietică prevedea un atac masiv către capitala Poloniei. Cucerirea Varșoviei ar fi avut un uriaș efect propagandistic asupra Sovietelor, care așteptau nu numai ca polonezii să fie definitiv demoralizați, dar și ca victoria bolșevică să inițializeze o serie de revolte comuniste internaționale, („revoluția comunistă mondială”), și să deschidă calea Armatei Roșii către inima Germaniei, care se afla în plină revoluție. 

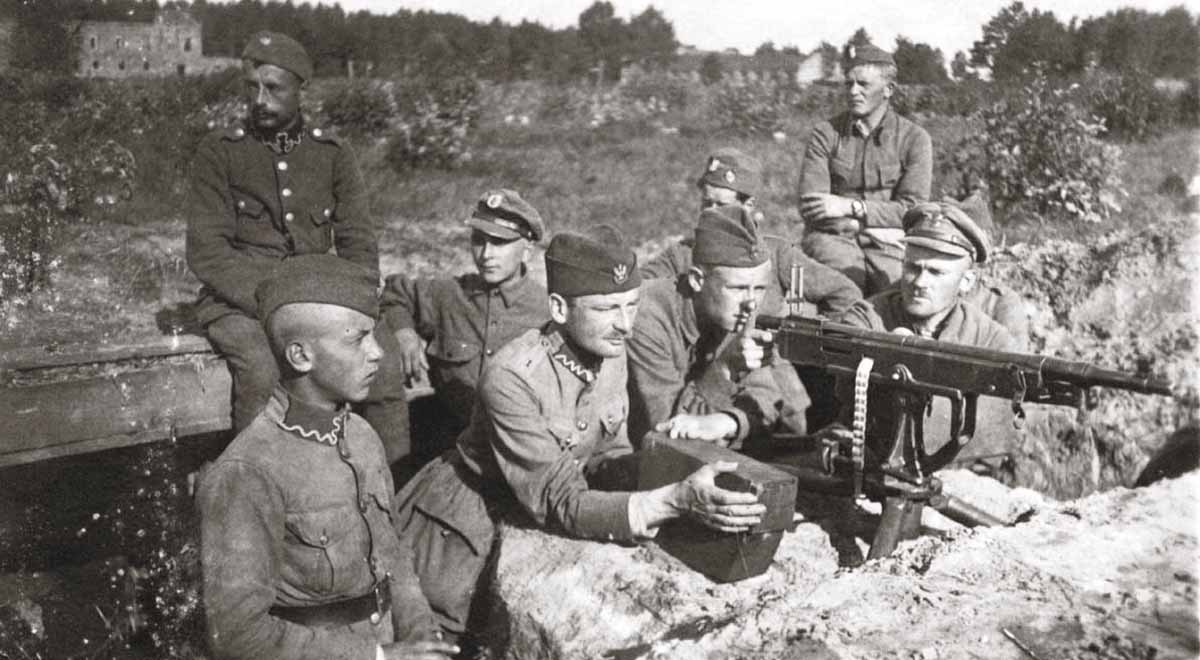
Defensiva poloneză la Miłosna, lângă Varşovia.

Armata I de cavalerie sovietică sub comanda lui Semion Budionnîi a străpuns liniile poloneze la mijlocul lui iunie 1920. Acest fapt a condus la prăbușirea fronturilor poloneze din răsărit. Pe 4 iulie 1920, Frontul sovietic de vest comandat de Mihail Tuhacevski, a început un atac masiv din Bielorusia sau Rusia Albă spre râul  Berezina, obligând unitățile militare poloneze să se retragă în grabă. Pe 19 iulie Armata Roșie a cucerit Grodno, pe 28 iulie au ajuns la Białystok, iar trei zile mai târziu au cucerit fortăreața Brześć. Retragerea polonezilor din nord-est s-a făcut în dezordine.

### Planul de luptă

#### Planul polonez
Până la începutul lunii august, retragerea poloneză a devenit mai organizată. La început, Józef Piłsudski a încercat să organizeze apărarea pe malul vestic al râului Bug, cu un centru puternic de rezistență la Brest-Litovsk, dar căderea neașteptată a acestor două bariere în fața atacului bolșevic l-a obligat pe generalul polonez să se gândească la o altă soluție. În noaptea de 5-6 august, Piłsudski a conceput un nou plan de acțiune. Acest nou plan propunea retragerea trupelor poloneze peste râul Vistula și apărarea capetele de pod din Varșovia și de peste râul Wieprz. Aproximativ 25% dintre diviziile disponibile urmau să fie concentrate la sud pentru o contraofensivă strategică. 

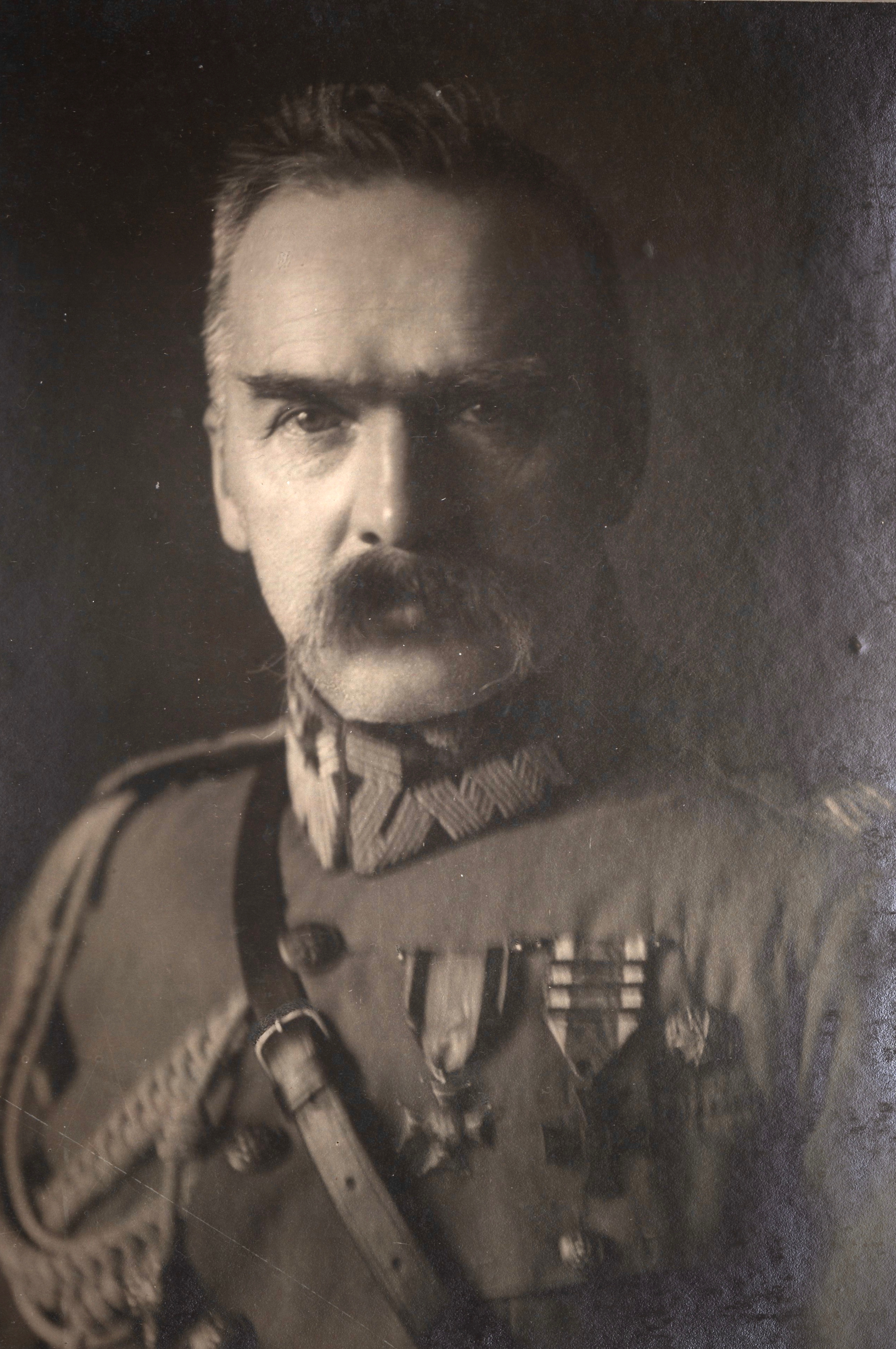
Comandantul polonez: Józef Piłsudski.

Mai apoi, planul cerea ca Frontul Centru format din Armatele I și a II-a, (ceva mai mult de zece divizii), de sub comanda generalului Józef Haller să-și asume un rol defensiv, apărându-se în fața atacului frontal al rușilor executat dinspre est spre Varșovia, urmând să reziste cu orice preț în pozițiile din tranșee. În același timp, Armata a V-a, (cinci divizii și jumătate), aflată sub comanda generalului Władysław Sikorski, subordonat generalului Haller, avea să apere zona de nord și fortăreața Modlin și, când era posibil, trebuia să atace din spatele Varșoviei, împiedicând forțele ruse să învăluiască capitala pe această direcție. Mai mult, Armata a V-a trebuia să contraatace, să străpungă frontul rusesc și să ajungă în spatele liniilor Frontului de nord-vest sovietic. O rezervă de 5 divizii avea să apere Varșovia la nord. Armata I a generalului Franciszek Latinik urma să apere direct capitala, iar Armata a II-a trebuia să apere linia frontului de la Góra Kalwaria la Dęblin. Cel mai important rol a fost rezervat însă proaspetei formate Armate de rezervă (cunoscută și ca Grupul de Asalt - Grupa Uderzeniowa), relativ restrânsă numeric (aproximativ 20.00 de oameni), aflată sub comanda nemijlocită a lui Józef Piłsudski. Această armată era formată din cele mai călite și mai dârze unități poloneze, retrase de pe frontul de sud, întărite cu Armata a IV-a a generalului Leonard Skierski și Armata a III-a a generalului Zygmunt Zieliński care, după ce se retrăseseră de pe malul Bugului de Vest, nu s-au mutat direct către Varșovia, ci au taversat râul Wieprz, pierzând contactul cu urmăritorii sovietici. Sarcina Grupului de Asalt era să pornească o ofensivă fulgerătoare spre nord, din triunghiul format de râurile Vistula și Wieprz la sudul capitalei, printr-un punct slab, identificat de serviciile de informații militare poloneze la joncțiunea Fronturilor sovietice de Vest și de Sud. Această ofensiva trebuia să despartă Frontul sovietic de Vest de rezervele sale și să-i dezorganizeze mișcările. În cele din urmă, spațiul dintre Armata a V-a a generalului Sikorski și  Armata de Rezervă urma să se închidă lângă frontiera Prusiei Orientale distrugând ofensiva sovietică, "prinsă într-un sac".
Fiind bazat pe informații puțin credibile obținute de spionajul polonez și pe comunicațiile radio sovietice interceptate, planul a fost etichetat drept „amatorist” de cei mai mulți ofițeri de rang înalt și de experții militari, care nu uitau să scoată în evidența lipsa pregătirii militare adecvate a lui Piłsudski. Multe unități poloneze, cu doar o săptămână mai înainte de data planificată pentru începerea contraatacului, mai luptau încă pe fronturi la 150-250 de kilometri depărtare față de punctele lor desemnate pentru concentrare. Toate mișcările de trupe au fost făcute în imediata vecinătate a unităților Armatei Roșii. Un atac hotărât al trupelor ruse ar fi dat peste cap planurile polonezilor. Planul lui Piłsudski a fost criticat viguros de comandanții polonezii și ofițerii Misiunii militare franceze. Piłsudski a admis în memoriile sale că acțiunea era foarte riscantă, iar motivele pentru care a optat pentru punerea lui în aplicație au fost starea sufletească defetistă a politicienilor, care se temeau pentru siguranța capitalei, și sentimentul preponderent că dacă Varșovia va fi pierdută, totul urma să fie pierdut. Numai situația disperată a forțelor poloneze i-a convins pe ceilalți comandanți polonezi să accepte planul, ei dându-și seama că în aceste circumstanțe era singura soluție posibilă să evite o înfrângere catastrofală. În plus, când o copie a planului a căzut "accidental" în mâinile sovieticilor, acesta a fost considerat ori o intoxicare din partea contraspionajului polonez, sau un plan prea prost conceput pentru a fi luat în considerație. Numai câteva zile mai târziu, Armata Roșie a plătit cu vârf și îndesat aceasta greșeală. 

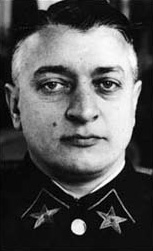
Comandantul sovietic, Mihail Tuhacevski.

#### Planul bolșevic
Mihail Tuhacevski a plănuit să încercuiască Varșovia prin forțarea râului Vistula lângă Włocławek, să prindă de la nord și de la sud capitala în clește și să atace dinspre nord-vest. Cu cele 24 de divizii de sub comanda sa, el a plănuit să repete manevra clasică a lui Ivan Paskievici care, în 1831, în timpul Răscoalei din Noiembrie, a traversat  Vistula la Toruń și a ajuns la Varșovia practic fără a întâmpina rezistență. Această mișcare ar fi tăiat legăturile armatei poloneze cu portul Gdańsk, singura poartă maritimă a țării prin care se aduceau din import armamentul, muniția și materialele necesare aprovizionării armatei.
Principala lacună a planului sovietic era slăbiciunea flancului sudic, apărat doar de Mlaștinile Pripet și de Grupul Mozir, în condițiile în care cea mai mare parte a efectivelor Frontului sovietic de Sud-vest era angajată în Bătălia de la Lwów.

### Prima fază, 12 august
Între timp, bolșevicii au avansat, Corpurile de cavalerie comandate de Gaik Bjișkin și de Armata a IV-a au traversat râul Wkra și s-au apropiat de orașul Włocławek. Armatele a XV-a și a III-a se îndreptau către fortăreața Modlin și Armata a XVI-a s-a îndreptat direct către Varșovia.
Asaltul final sovietic asupra Varșoviei a început pe 12 august cu atacarea orașului Radzymin (aflat la 23 de kilometri est de capitală). Succesul inițial al atacului sovietic l-a silit pe Piłsudski să grăbească executarea planului său defensiv cu 24 de ore.

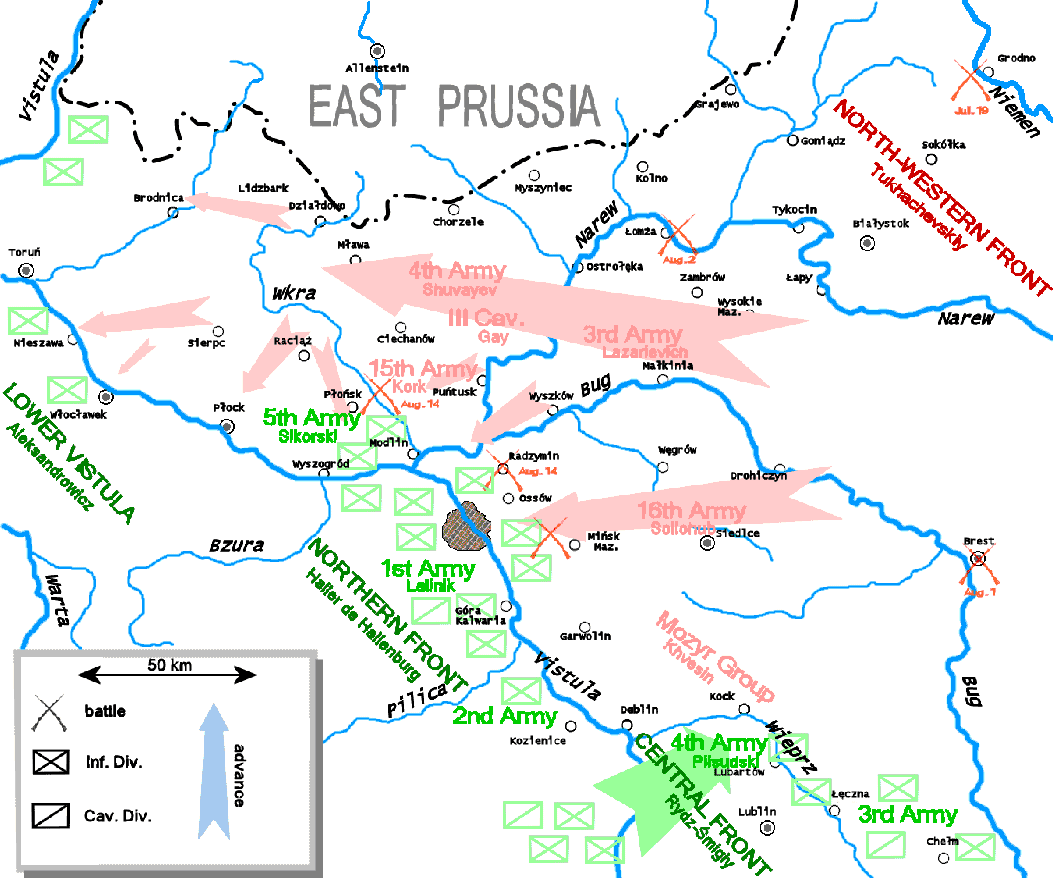
Poziţiile la începutul bătăliei.

Prima fază a bătăliei a continuat pe 13 august cu asaltul frontal al Armatei Roșii asupra capului de pod Praga. În cursul unor lupte grele, Radzymin a fost cucerit pe rând de cele două părți în conflict. Diplomații străini, cu excepția ambasadorilor britanic și al Vaticanului, au părăsit în mare grabă Varșovia. Pe 15 august, Radzymin a căzut din nou în mâinile bolșevicilor, liniile Armatei a V-a poloneză de sub comanda generalului  Władysław Sikorski au fost străpunse. Armata a V-a a trebuit să facă față atacului a trei armate sovietice: a III-a, a IV-a și a XV-a. Sectorul Modlin a fost întărit cu rezervele din Brigada Siberiană și cu Divizia a 18-a de infanterie a generalului Franciszek Krajowski – amândouă unități călite în lupte, formate din militari de elită, odihniți – reușindu-se astfel stabilizarea frontului Armatei a V-a până în zorii zilei următoare.
Situația a fost salvată la miezul nopții, când Regimentul de ulani al 203-lea a reușit să străpungă liniile bolșevice și să distrugă stațiile radio ale Armatei a IV-a sovietică a lui A.D. Șuvaiev. Sovieticilor nu le-a mai rămas decât  un emițător care folosea o frecvența controlată de contraspionajul polonez. Cum decriptorii polonezi nu voiau ca rușii să afle că le-au fost sparte codurile, dar dorind totuși să le paralizeze transmisiunile radio, un post de radio din Varșovia a început să emită în eter Geneza în poloneză și latină. În felul acesta, polonezii au reușit să bruieze transmiterea ordinelor lui Mihail Tuhacevski de reluare a atacului spre sud, Armata a IV-a sovietică continuând să înainteze către Toruń și Płock. Atacul vijelios al Regimentului de ulani a fost numit mai târziu Miracolul de la Ciechanów.
În același timp, Armata I poloneză de sub conducerea generalului Franciszek Latinik a rezistat atacului frontal a 6 divizii de pușcași ale Armatei Roșii. Lupta pentru controlul asupra orașului Radzymin l-a forțat pe generalul Józef Haller, comandantul Frontului polonez de Nord, să contraatace mai devreme decât era planificat.
În acest timp, în spatele liniilor frontului, Piłsudski își termina planurile pentru contraofensivă. El a decis să conducă personal atacul și, datorită imenselor riscuri implicate, înțelegând primejdiile luptei, înainte de a pleca pe front și-a depus scrisoarea de demisie din toate funcțiile deținute. După care, între 13 și 15 august, a vizitat toate unitățile Armatei a IV-a concentrate lângă Puławy, cam la 100 de kilometri sud de Varșovia. El a încercat să ridice moralul trupei, de vreme ce mulți soldați erau obosiți și demoralizați de numeroșii proaspeți încorporați care dădeau măsura amplorii pierderilor suferite de polonezi în timpul retragerilor recente. Logistica se dovedea un coșmar, artileria poloneză folosea tunuri fabricate în cinci țări, iar infanteria avea în dotare puști fabricate în șase țări, fiecare model folosind un tip diferit de muniție. Mai trebuie adăugat faptul că tot echipamentul se afla în stare foarte proastă. Piłsudski își amintea: "În divizia a 21-a, aproape jumate dintre soldați defilau prin fața mea în picioarele goale."  În mod miraculos, Piłsudski a reușit să ridice moralul trupei în doar trei zile și să-i motiveze pentru eforturile foarte mari care aveau să vină. Într-un timp foarte scurt, moralul trupei s-a schimbat de la foarte scăzut la deplină încredere în victoria totală.

### A doua fază, 14 august
Divizia a XXVII-a de Infanterie a Armatei Roșii a reușit să cucerească satul Izabelin, la doar 10 kilometri depărtare de capitală, dar astă a fost cel apropiat punct pe care forțele rusești aveau să-l cucerească în preajma Varșoviei. În scurtă vreme, soarta luptelor s-a schimbat.
Tuhacevski, sigur că totul se desfășoară conform planurilor sale, a căzut până la urmă în capcana lui Piłsudski. Rușii au traversat Vistula în nord și au ajuns într-un vacuum operațional, unde nu se vedeau trupe poloneze demne de luat în seamă. Pe de altă parte, la sud de Varșovia, unde soarta luptei încă nu se decisese, Tuhacevski lăsase numai forțe slabe pentru paza legăturilor dintre Fronturile de Nord-vest și Sud-vest. Grupul Mozir, care avea sarcina să îndeplinească aceste ordine, număra numai opt mii de soldați. O altă eroare a generalilor sovietici, care a influențat sfârșitul războiului, a neutralizat Armata de cavalerie I a lui Semion Budionnîi, o unitate de care se temeau Piłsudski și alți comandanți sovietici. Înaltul Comandament Sovietic, la insistențele lui Tuhacevski, a ordonat Armatei de cavalerie I să mărșăluiască către Varșovia din direcția sud. Semion Budionnîi nu s-a supus acestui ordin datorită ranchiunei existente între comandanții Frontului de Sud-vest, generalii Tuhacevski și Alexandr Egorov. În plus, jocurile politice ale lui Stalin, care era în acea vreme comisar politic al Frontului de Sud-vest, a contribuit și mai mult la insubordonarea lui Egorov și Budionîi. Stalin, în căutarea propriei măriri, dorea să cucerească un centru industrial important, Lwówul, asediat de forțele bolșevice dar încă rezistând atacurilor lor. În cele din urmă, forțele lui Budionîi, care ar fi putut schimba cursul istoriei, au mărșăluit spre Lwów, în loc să  atace Varșovia, excluzându-se singuri de la marea bătălie.

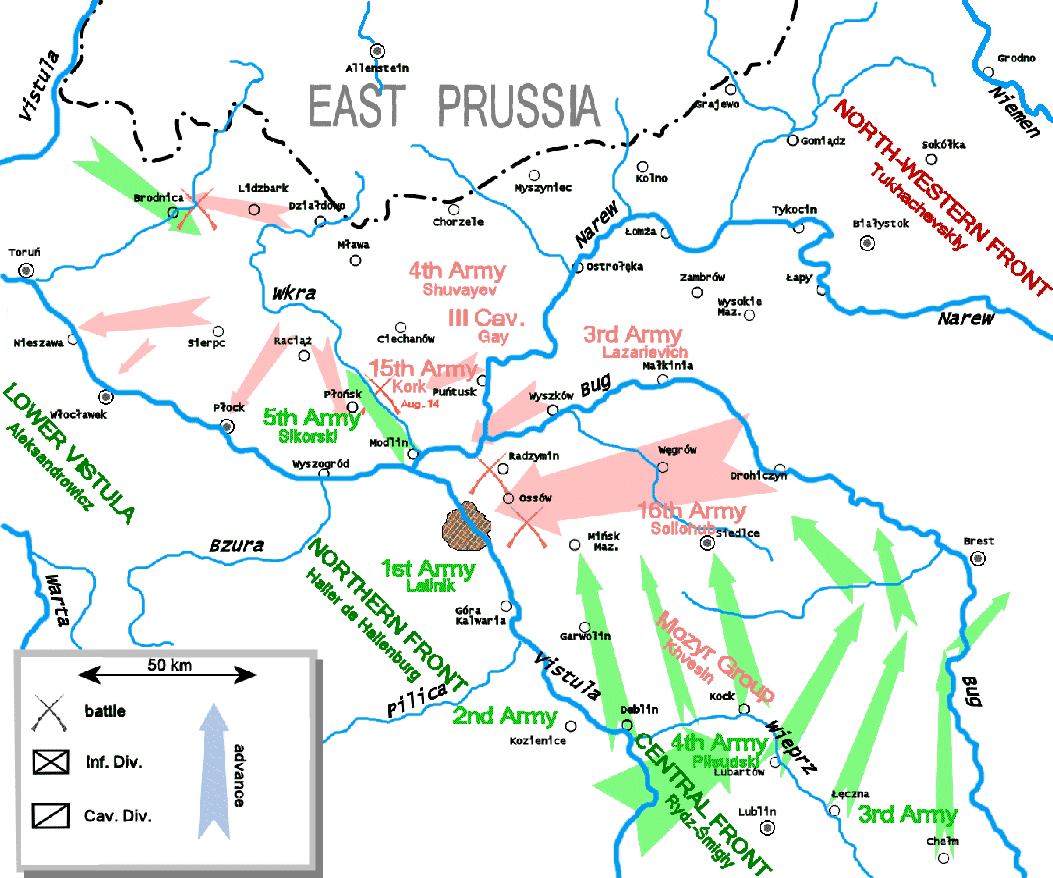
A doua fază a bătăliei: contraatacul polonez.

Armata a V-a poloneză a contraatacat pe 14 august, forțând râul Wkra. Au trebuit să facă față forțelor combinate ale Armatelor a III-a și a XV-a sovietice, amândouă superioare numeric și mai bine echipate. Lupta s-a dat la Nasielsk și a durat până pe 15 august și adus la distrugerea aproape completă a orașului. Până în cele din urmă, înaintarea sovietică a fost oprită atât pe direcția Varșovia, cât și pe direcția Modlin, până la sfârșitul zilei, când forțele poloneze au recucerit Radzymin, fapt care a ridicat foarte mult moralul polonezilor.
Din acel moment, atacul Armatei a V-a a generalului generalului Sikorski a continuat cu foarte mare succes, împingând trupele sovietice epuizate din ce în ce mai departe de Varșovia, într-o operație asemănătoare cu blitzkriegul. Trupele lui Sikorski, sprijinite de cele mai multe dintre tancurile poloneze, de mașini blindate și artileria a două trenuri blindate, a înaintat cu o viteză de 13 kilometri pe zi, a distrus repede toate speranțele sovietice pentru încheierea manevrei de "învăluire" din nord.

### A treia fază, 16 august
Pe 16 august, Armata de Rezervă comandată de Józef Piłsudski și-a început marșul dinspre râul Wieprz către nord. Polonezii au trebuit să lupte cu Grupul Mozir, care  reușiseră să-i învingă pe polonezi în timpul Operațiunii Kiev, cu numai câteva luni mai devreme. Însă, pe durata urmăririi armatelor poloneze în retragere, Grupul Mozir își pierduse cea mai mare parte a forțelor și fusese redusă la numai două divizii care apărau 150 de kilometri în flancul stâng al Armatei a XVI-a sovietică. În prima zi a contraofensivei, numai una dintre cele cinci divizii poloneze a raportat o opoziție oarecare, în timp ce restul de patru divizii, sprijinite de o brigadă de cavalerie, a avansat către nord 45 de kilometri fără probleme. La venirea serii, orașul Włodawa fusese eliberat, și liniile de comunicații și de aprovizionare ale Armatei a XVI-a  au fost tăiate. Chiar și Piłsudski era uimit de acest succes de început, când Armata de Rezervă a avansat 70 de kilometri în 36 de ore, rupând în două ofensiva sovietică, fără a întâlni o rezistență semnificativă. S-a dovedit că Grupul Mozir era format în special din soldații Divizia a 57-a, care erau în focul luptei încă din prima zi a operațiunilor. Ca urmare, îndeplinind planul lui Piłsudski, armatele poloneze au găsit o uriașa spărtură între fronturile rusești pe care au exploatat-o, continuând ofensiva către nord cu două armate, lovind neîncetat inamicul surprins și  zăpăcit.
Pe 18 august, Mihail Tuhacevski, din cartierul lui general din Minsk la aproximativ 450 de kilometri depărtare de Varșovia, a devenit conștient de amploarea înfrângerii sale și a ordonat rămășițelor armatelor lui să se retragă și să se regrupeze. Intenția lui a fost să întărească linia frontului, să oprească atacul polonez și să recâștige inițiativa tactică, dar ordinele ori au ajuns prea târziu, ori nu au ajuns deloc. Corpul al III-lea de Cavalerie al generalului Gaik Bjișkin a continuat să avanseze spre Pomerania, dar liniile lui au fost puse în primejdie de Armata a V-a poloneză, care în cele din urmă au reușit să pună pe fugă unitățile bolșevice. Divizia I poloneză a Legiunii, pentru a tăia retragerea inamicului, a executat un marș remarcabil din Lubartów spre Białystok – 260 de kilometri în numai 6 zile. Soldații au luptat în două bătălii, au dormit numai câteva ore și au mărșăluit 21 de ore pe zi. Sacrificiile și răbdarea lor a fost răsplătită de victoria de la Białystok asupra Armatei a XVI-a sovietice, ai cărei soldați au fost luați prizonieri.
Armatele sovietice din centrul frontului au intrat în debandadă. Unele divizii au continuat să atace pe direcția Varșovia, în timp ce altele au început să se retragă, rezultatul fiind ruperea coeziunii și panica. Comandamentul suprem sovietic a pierdut contactul cu cea mai mare a forțelor din subordine și toate planurile tactice au fost răsturnate de lipsa de comunicare. Numai Armata a XV-a rusă a rămas o forță bine organizată, care a încercat să se supună ordinelor lui Tuhacevski, apărând retragerea a Armatei a IV-a. Dar ea a fost învinsă de două ori pe 19 și 20 august și s-a alăturat retragerii Armatei Roșii. Tuhacevski nu a avut de ales decât să ordone retragerea generală către Bugul de Vest. Până pe 21 august orice rezistență sovietică organizată a încetat să existe iar, până pe 31 august, Frontul sovietic de Sud-vest era pus pe fugă în totalitate.

### Urmări
Deși polonezii au reușit să obțină o victorie importantă și să-i împingă înapoi pe ruși, planul lui Piłsudski de a da peste cap și încercui Armata Roșie nu a avut un succes complet. Patru armate sovietice începuseră marșul către Varșovia pe 4 iulie în cadrul Frontului de Nord-vest. Până pe 4 august, Armatele a IV-a și a XV-a erau înfrânte, resturile lor trecuseră granița Prusiei și fuseseră dezarmate.  Totuși, acești militari au fost în scurtă vreme eliberați și au fost reîncadrați în unități care au luptat împotriva polonezilor. Armata a III-a s-a retras așa de repede către est, că polonezii nu au reușit să o ajungă din urmă. De fapt, această armată a avut cele mai mici pierderi. Armata a XVI-a s-a dezintegrat la Białystok și cei mai mulți soldați ai ei au căzut prizonieri. Cea mai mare parte a Corpului al III-lea de cavalerie comandat de Gaik Bjișkin a fost forțată să traverseze granița germană și militarii lui au fost internați în lagăre din Prusia Orientală.
Pierderile sovietice au fost de aproximativ 10.000 de morți, 500 de dispăruți, 10.000 de răniți și aproximativ 65.000 de prizonieri. Prin comparație, pierderile poloneze au fost de 4.500 de morți, 22.000 de răniți și 10.000 de dispăruți. Între 25.000 și 30.000 de soldați sovietici au reușit să treacă granița în Germania. După ce au traversat granița Prusiei Orientale, ei au fost internați în lagăre pentru o scurtă perioadă de timp, după care li s-a permis să se întoarcă în patrie cu tot echipamentul din dotare. Polonia a capturat 231 tunuri și 1.023 mitraliere.
Aripa sudică a forțelor Armatei Roșii a fost pusă pe fugă și nu a mai reprezentat o amenințare pentru polonezi. Armata I de cavalerie a lui Semion Budionîi, care asedia Lwówul, a fost învinsă în Bătălia de la Komarów (31 august 1920) și în Bătălia de la Hrubieszów. Până la mijlocul lunii octombrie, armata poloneză atinsese aliniamentul Tarnopol-Dubno-Minsk-Drisa.
Tuhacevski a reușit să reorganizeze trupele în retragere către est și, în septembrie, a stabilit o nouă linie defensivă lângă Grodno. Polonezii i-au învins din nou pe bolșevici în Bătălia de pe râul Niemen (15 – 21 septembrie), străpungându-le liniile de apărare. După Bătălia de pe râul Szczara, amândouă părțile erau epuizate și, ca urmare a presiunilor conjugate ale Franței și Angliei, a fost semnat o convenție de încetare a focului pe 12 octombrie. Luptele au încetat definitiv până pe 18 octombrie, iar pe 18 martie 1921 s-a semnat Tratatul de pace de la Riga, care a pus capăt ostilităților.
Mai înainte de bătălia de la Varșovia, propaganda sovietică apreciase ca iminentă căderea capitalei Poloniei, iar victoria în această luptă era privită ca un semnal pentru începerea unei revoluții comuniste pe scară largă în Polonia, Germania și alte țări vest-europene devastate economic de urmările primului război mondial. Înfrângerea sovietică din fața Varșoviei a reprezentat și o înfrângere a unora dintre liderii sovietici (inclusiv a lui Lenin), care visaseră la declanșarea unei revoluții mondiale comuniste în țările zdruncinate de urmările războiului mondial.

### Spargerea codurilor sovietice
În conformitate cu documentele istorice aflate la Arhivele Centrale Militare ale Poloniei, decriptorii polonezi reușiseră să spargă codurile radio rusești încă de la începutul lunii septembrie 1919 și cel puțin unele dintre victoriile împotriva sovieticilor, nu doar în timpul Bătăliei pentru Varșovia, dar din timpul întregii campanii militare, au fost datorate acestui fapt. Locotenentul Jan Kowalewski, care a reușit prima decriptare, a fost decorat cu ordinul Virtuti Militari în 1921.

## Organizarea pentru luptă

### Polonia

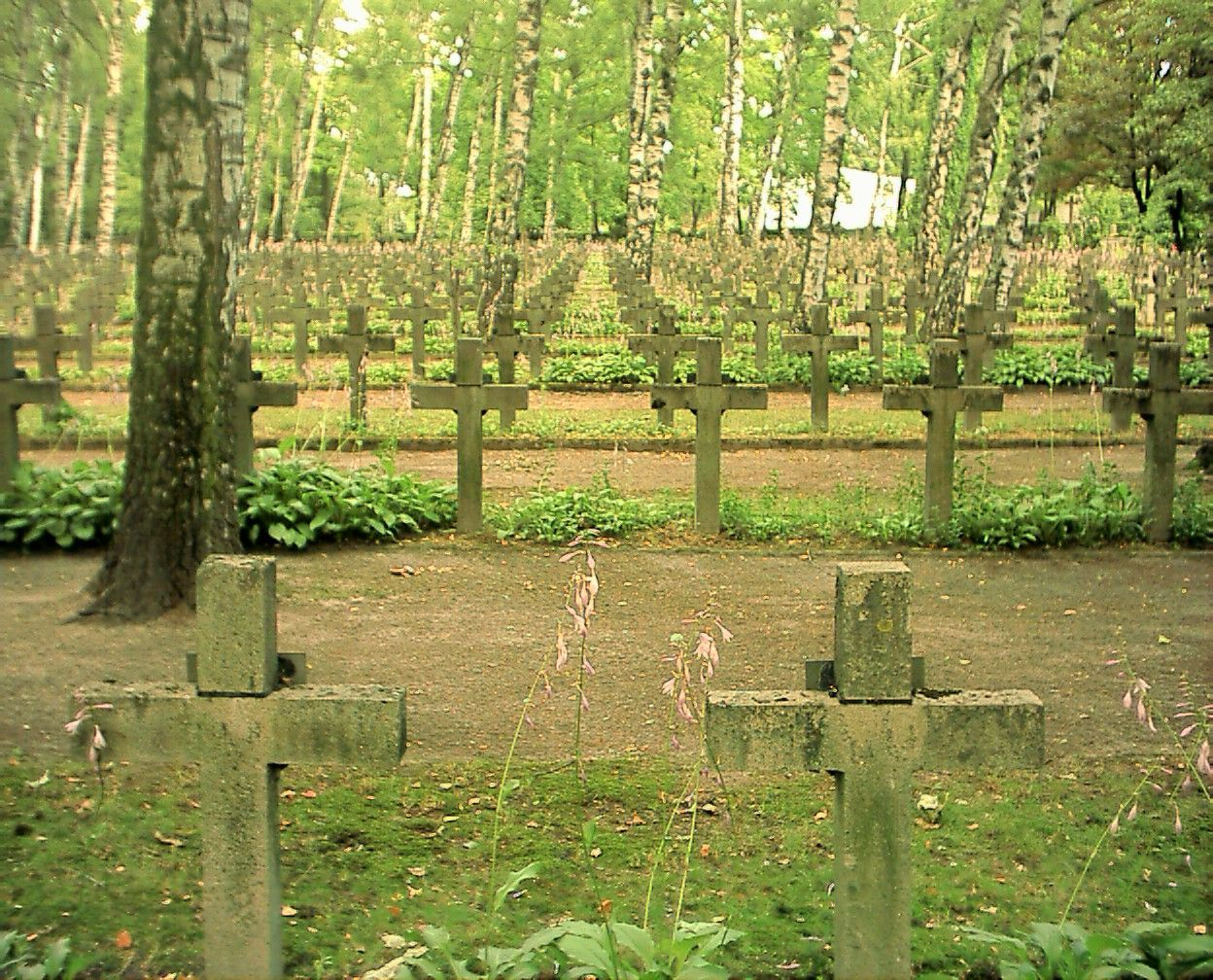
Mormintele soldaților polonezi căzuți în Bătălia de la Varșovia, Cimitirul Powązki, Varșovia.

3 Fronturi (Nordic, Central, Sudic), 7 Armate, un total de 32 de divizii:  46.000 infanteriști; 2.000 cavaleriști; 730 mitraliere; 192 piese de artilerie; unități de tancuri,  (în principal modelul FT-17).
| Frontul Nordic Haller | Frontul Central Rydz-Śmigły | Frontul Sudic Iwaszkiewicz |
| --------------------- | --------------------------- | -------------------------- |
| Armata a V-a Sikorski | Armata a IV-a Skierski      | Armata a VI-a Jędrzejewski |
| Armata I Latinik      | Armata a III-a Zieliński    | Armata Ucraineană Petlura  |
| Armata a II-a Roja    |                             |                            |

Fronturi:
- Frontul Nordic: 250 de kilometri., de la Prusia Orientală, de-a lungul Vistula River, până la Modlin:
  - Armata a V-a
  - Armata I - Varșovia
  - Armata a II-a - Varșovia
- Frontul Central:
  - Armata a IV-a - între Dęblin și Kock
  - Armata a III-a – de la sud de Kock până la Brody
- Frontul Sudic - între Brody și râul Nistru

### Sovietele
| Frontul de Nord-vest Tuhacevski        |
| -------------------------------------- |
| Armata a IV-a Șuvaiev                  |
| Corpul al III-lea de Cavalerie Bjișkin |
| Armata a XV-a Kork                     |
| Armata a III-a Lazarievici             |
| Armata a XVI-a Sollohub                |
| Armata de Cavalerie Budionnîi          |

## Ecranizări
- În 2011, sub regia lui Jerzy Hoffman, a apărut filmul istoric polonez 1920 Bitwa Warszawska bazat pe evenimentele din 1920.